# Catharine Pendrel
Catharine Pendrel (Fredericton, 30 de septiembre de 1980) es una deportista canadiense que compite en ciclismo de montaña en la disciplina de campo a través.
Participó en tres Juegos Olímpicos de Verano, entre los años 2008 y 2016, obteniendo una medalla de bronce en Río de Janeiro 2016, en la prueba de campo a través. Ganó tres medallas en el Campeonato Mundial de Ciclismo de Montaña entre los años 2009 y 2014.

## Palmarés internacional
| Juegos Olímpicos   | Juegos Olímpicos              | Juegos Olímpicos  | Juegos Olímpicos           |
| Año                | Lugar                         | Medalla           | Competición                |
| ------------------ | ----------------------------- | ----------------- | -------------------------- |
| 2016               | Río de Janeiro (Brasil)       | Medalla de bronce | Campo a través             |
| Campeonato Mundial |                               |                   |                            |
| Año                | Lugar                         | Medalla           | Competición                |
| 2009               | Camberra (Australia)          | Medalla de plata  | Campo a través por relevos |
| 2011               | Champéry (Suiza)              | Medalla de oro    | Campo a través             |
| 2014               | Hafjell/Lillehammer (Noruega) | Medalla de oro    | Campo a través             |